# Masahiro Ito
Masahiro Ito (伊藤 暢達, Itou Masahiro) é um artista japonês mais conhecido por seu trabalho com a Team Silent na série de jogos eletrônicos Silent Hill.

## Carreira
Ito trabalhou como desenhista de monstros e background no jogo de terror de sobrevivência Silent Hill. Foi diretor de arte do lançamento seguinte da série, Silent Hill 2, tendo trabalhado no jogo original e em seu relançamento Restless Dreams, além de ser o desenhista e modelador chefe de monstros. Ito foi diretor de arte novamente em Silent Hill 3, e também "projetista de câmera dramática".
A equipe foi desfeita pela Konami após o lançamento do quarto jogo, Silent Hill 4: The Room, no qual Ito recebeu um "agradecimento especial" nos créditos do jogo. Ito e seu colega roteirista da Team Silent Hiroyuki Owaku, fizeram respectivamente, a arte e a história de Silent Hill: Cage of Cradle, um mangá digital de 2006 publicado pela Konami, disponível para download em celulares apenas no Japão.
Ito mantém um site pessoal, com uma galeria online contendo seus trabalhos de arte relacionados à Silent Hill. Ito desenhou a arte da capa do lançamento japonês de Silent Hill: Downpour.
Em 2012, Masahiro Ito disse em seu Twitter que estaria disposto a trabalhar em outro jogo de Silent Hill com Hideo Kojima. Em 2014 ele trabalhou com Hifumi Kono e Takashi Shimizu no jogo NightCry, fazendo parte da equipe de visual e design.

## Trabalhos

### Jogos
| Título                  | Data de lançamento | Função                                                              |
| ----------------------- | ------------------ | ------------------------------------------------------------------- |
| Silent Hill             | 1999               | Desenhista de monstro, desenhista de background                     |
| Silent Hill 2           | 2001               | Diretor de arte, desenhista de monstro                              |
| Silent Hill 3           | 2003               | Diretor de arte, desenhista de monstro, modelagem, câmera dramática |
| Silent Hill 4: The Room | 2004               | Agradecimento especial                                              |
| Silent Hill: Origins    | 2007               | Agradecimento especial                                              |
| NightCry                | 2016               | Desenhista de monstro                                               |

### Mangás
| Título                         | Data de lançamento | Função     |
| ------------------------------ | ------------------ | ---------- |
| Silent Hill: Cage of Cradle    | 2006               | Ilustrador |
| Silent Hill: Double Under Dusk | 2007               | Ilustrador |